# Robin Turton, Baron Tranmire
Robert „Robin“ Hugh Turton, Baron Tranmire PC KBE MC DL PC (* 8. August 1903; † 17. Januar 1994) war ein britischer Politiker der Conservative Party, der 45 Jahre lang Abgeordneter des House of Commons sowie zeitweilig Minister war und 1974 als Life Peer aufgrund des Life Peerages Act 1958 Mitglied des House of Lords wurde. Turton, der zwischen 1965 und 1974 als dienstältester Unterhausabgeordneter Father of the House of Commons war, gehörte zum Zeitpunkt seines Todes dem Parlament des Vereinigten Königreichs fast 65 Jahre lang an.

## Leben

### Unterhausabgeordneter und Zweiter Weltkrieg
Turton, Sohn eines Majors, absolvierte nach dem Besuch des Eton College ein Studium der Rechtswissenschaften am Balliol College der University of Oxford. Im Anschluss erhielt er 1926 seine anwaltliche Zulassung bei der Anwaltskammer (Inns of Court) von Inner Temple.
Bei den Unterhauswahlen am 30. Mai 1929 wurde Turton als Kandidat der Conservative Party im Wahlkreis Thirsk and Malton erstmals zum Abgeordneten in das House of Commons gewählt und gehörte diesem fast 45 Jahre lang bis zu den Unterhauswahlen am 28. Februar 1974 an. Seine erste Wahl im Alter von knapp 26 Jahren war dabei dem Umstand geschuldet, dass der bisherige Wahlkreisinhaber, sein entfernter Verwandter Edmund Turton rund drei Wochen vor der Wahl am 8. Mai 1929 verstorben war, und der örtliche Verband der Conservative Party die Plakate mit der Aufschrift Vote for Turton! nicht wegwerfen wollte. 1936 wurde er auch Friedensrichter (Justice of the Peace).
Nach Ausbruch des Zweiten Weltkrieges begann Turton 1939 seinen Militärdienst im 4. Bataillon der Green Howards (Alexandra, Princess of Wales’s Own Yorkshire Regiment) und war zuletzt stellvertretender Assistent des Generaladjutanten der 50. Division. Für seine militärischen Verdienste wurde er 1942 mit dem Military Cross (MC) ausgezeichnet.

### Juniorminister und Gesundheitsminister
Nach dem Wahlsieg der konservativen Tories bei den Unterhauswahlen am 25. Oktober 1951 wurde Turton im November 1951 von Premierminister Winston Churchill zum Parlamentarischen Sekretär (Parliamentary Secretary) im Ministerium für die Nationalversicherung (Ministry of National Insurance) ernannt und war nach einer ministeriellen Umgestaltung von September 1953 bis Oktober 1954 Parlamentarischer Sekretär im Ministerium für Pensionen und die Nationalversicherung (Ministry of Pensions and National Insurance). In diesen Funktionen war er einer der maßgeblichen Mitarbeiter des damaligen Ministers Osbert Peake. 
Nach Beendigung seiner dortigen Tätigkeit fungierte er zwischen Oktober 1954 und Dezember 1955 als Gemeinsamer Parlamentarischer Unterstaatssekretär im Außenministerium (Joint Parliamentary Under-Secretary of State for Foreign Affairs) und gehörte damit zu den engsten Beratern der damaligen Außenminister Anthony Eden und Harold Macmillan. Am 9. Juni 1955 wurde er auch zum Privy Councillor ernannt.
Am 20. Dezember 1955 wurde Turton vom neuen Premierminister Anthony Eden als Nachfolger von Iain Macleod zum Gesundheitsminister (Minister of Health) in dessen Kabinett berufen und bekleidete dieses Ministeramt bis zum Amtsantritt von Premierminister Harold Macmillan und seine Ablösung durch Dennis Vosper am 16. Januar 1957.

### Father of the House of Commons und Oberhausmitglied
Turton, der 1962 zum Deputy Lieutenant der North Riding of Yorkshire wurde, wurde nach dem Ausscheiden von Rab Butler aus dem Unterhaus am 15. Oktober 1965 dessen Nachfolger als dienstältester Unterhausabgeordneter und damit Father of the House. Darüber hinaus war er von 1963 bis 1974 Vorsitzender der Commonwealth Industries Association. Im Juni 1967 forderte er die Einsetzung einer überparteilichen Kommission für Verhandlungen über Rhodesien, die vom damaligen Premierminister der Labour Party, Harold Wilson, jedoch abgelehnt wurde.
Während seiner Unterhauszugehörigkeit war Turton zuletzt von Juni 1970 bis Februar 1974 Vorsitzender des Geschäftsordnungsausschusses (Select Committee on Procedure).
Robin Turton, der am 12. Juni 1971 als Knight Commander des Order of the British Empire (KBE) zum Ritter geschlagen wurde und fortan den Namenszusatz „Sir“ führte, sprach sich gegen den EG-Beitritt des Vereinigten Königreichs 1973 aus.
Nach seinem Ausscheiden aus dem Unterhaus wurde Turton durch ein Letters Patent vom 9. Mai 1974 als Life Peer mit dem Titel Baron Tranmire, of Upsall in the North Riding of Yorkshire, in den Adelsstand erhoben und gehörte damit bis zu seinem Tod dem House of Lords als Mitglied an. Zum Zeitpunkt seines Todes am 17. Januar 1994 gehörte er dem Parlament des Vereinigten Königreichs fast 65 Jahre lang als Mitglied an.